# Brozolo
Brozolo (piemontiul: Breuso) egy olasz község Piemont régióban, Torino megye keleti határán, Torinótól 42 km-re.

## Fordítás
- Ez a szócikk részben vagy egészben  a   Brozolo című olasz Wikipédia-szócikk fordításán alapul.  Az eredeti cikk szerkesztőit annak laptörténete sorolja fel. Ez a jelzés csupán a megfogalmazás eredetét és a szerzői jogokat jelzi, nem szolgál a cikkben szereplő információk forrásmegjelöléseként.